# ハーフィズ (ファーティマ朝カリフ)
アブル＝マイムーン・アブドゥルマジード・ブン・ムハンマド・ブン・アル＝ムスタンスィル（アラビア語: أبو الميمون عبد المجيد بن محمد بن المستنصر, ラテン文字転写: Abu'l-Maymūn ʿAbd al-Majīd b. Muḥammad b. al-Mustanṣir, 1074/5年もしくは1075/6年 - 1149年10月10日）、または即位名でアル＝ハーフィズ・リッ＝ディーニッラーフ（アラビア語: الحافظ لدين الله, ラテン文字転写: al-Ḥāfiẓ li-Dīn Allāh,「神の宗教の守護者」の意）は、第11代のファーティマ朝のカリフである（在位：1132年1月23日 - 1149年10月10日）。
1130年10月にカリフのアーミルが後継者である幼児のタイイブを残して暗殺され、従兄弟のアブドゥルマジードが摂政として権力を握った。その後タイイブは殺害の可能性も含めて姿を消したが、アブドゥルマジードの新しい政権はかつてのワズィール（宰相）の息子であるクタイファートを支持する軍によって2週間も経たずに打倒された。クタイファートはアブドゥルマジードを投獄するだけでなく国教のイスマーイール派とファーティマ朝の廃絶を宣言し、自分自身は十二イマーム派における隠れイマームの代理人であると主張して独裁体制を敷いた。しかし、1131年12月にファーティマ朝を支持する一派によってクタイファートは暗殺され、摂政に復帰したアブドゥルマジードは1132年1月23日に自らをイスマーイール派のイマームでありカリフであると宣言し、ハーフィズの即位名を名乗って即位した。
ハーフィズの即位はアーミルに後継者がいなかったことによるものだったが、それまでイスマーイール派のイマームとカリフの地位の継承は父から子への指名によってのみ受け継がれてきたため、これは極めて異例な経緯による即位であった。この継承はファーティマ朝の領内では概ね受け入れられたが、国外では消えたタイイブをイマームとみなす勢力による分離が起こり、イスマーイール派におけるハーフィズ派とタイイブ派の分裂の原因となった。エジプトにおいてでさえハーフィズの正統性は何度も疑問視され、その治世は対外的には比較的平穏だったものの、国内では絶えず反乱と権力闘争に悩まされることになった。
ハーフィズは自身の名において統治するワズィールを任命する慣行を維持したが、軍に支持基盤を持つ強大なワズィールの権力を抑制することができず、ワズィールがカリフから独立した事実上のスルターンへ進化していく状況を食い止めることができなかった。それでも1139年にファーティマ朝の廃絶をも企てていたワズィールのリドワーン・ブン・ワラフシーを失脚させることに成功すると、以後の10年間はワズィールを置かずに自ら選任した書記官（カーティブ）に政務を委ねた。この期間も反乱や天災が絶えなかったものの、1149年10月に死去するまでカリフの地位を維持した。しかし、ハーフィズの即位以前から続いていた政治的混乱によって国教のイスマーイール派と王朝の正統性は揺らぎ、ハーフィズの後継者たちは1171年にファーティマ朝が終焉を迎えるまで強力なワズィールに操られる傀儡に過ぎなくなった。

## 出自
ハーフィズの即位名で知られるアブドゥルマジードは、ヒジュラ暦467年（西暦1074/5年）または468年（1075/6年）にアスカロンで生まれた。父親のアブル＝カースィム・ムハンマドは第8代ファーティマ朝カリフのムスタンスィル（在位：1036年 - 1094年）の息子であり、晩年にはアブル＝マイムーンの通り名（クンヤ）でも呼ばれた。政治の表舞台へ出る前のアブドゥルマジードの若年期についてはほとんど何も知られていない。成人してからは強い精神力と穏やかな気質を併せ持ち、好んでさまざまな物を収集し、錬金術や天文学に強い関心を抱いていたと伝えられている。また、お抱えの数人の天文学者がいたことでも知られている。

## 摂政時代と投獄

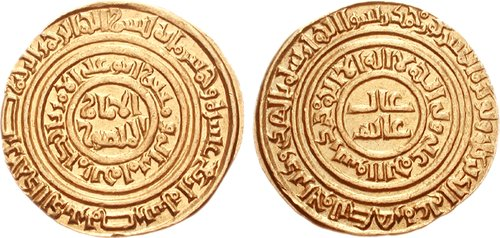
ヒジュラ暦514年（西暦1119/20年）にカイロで鋳造されたアーミルのディナール金貨。アーミルは幼児のタイイブを残して1130年に暗殺された。

1130年10月7日にカリフのアル＝アーミル・ビ＝アフカームッラーフ（在位：1101年 - 1130年）が暗殺された。アーミルは生後6か月の息子であるアブル＝カースィム・アッ＝タイイブを後継者として残したのみで、指名されていた摂政やカリフに仕えていたワズィール（宰相）はいなかった。これはアーミルが潜在的に危険なほど大きな権力を持つワズィールに政務を委ねることなく自らの手による政権運営を再開させていたためである。しかし、この暗殺によって強力すぎる将軍たちや大臣たちから再びカリフの手に権力を取り戻そうとしたアーミルの試みは早々に終わりを告げた。さらに、後継者が虚弱な存在であったことからファーティマ朝の存続さえも危ぶまれた。
この時点でアブドゥルマジードは王家の中では最年長の存命中の男子であった。そして次に起こった出来事は事実上のクーデターであったとみられている。軍に対する影響力を持ち、アーミルから贔屓にされていた人物であるヒザール・アル＝ムルク・ハザールマルド（ジャワールマルドとも呼ばれる）とバルガシュの二人が政府を統制下に置くためにアブドゥルマジードと同盟を組んだ。そしてアブドゥルマジードが摂政となり、バルガシュとの争いに勝利したハザールマルドがワズィール、さらにアルメニア人のアブル＝ファトフ・ヤーニスが軍の最高司令官と摂政の侍従となる予定であった。ハザールマルドはかつて政府の全権を掌握していたアルメニア人のワズィールのバドル・アル＝ジャマーリーとその息子のアル＝アフダル・シャーハンシャーフにならって事実上のスルターンの地位を確立したいという思惑があったとみられ、一方のアブドゥルマジードは自分がカリフの地位を得る目的でハザールマルドを支援したとみられている。
アブドゥルマジードは事実上の国家元首としてワリー・アフド・アル＝ムスリミーンの称号を名乗った。この称号は以前はファーティマ朝のカリフの後継者に与えられていた公的な称号であったが、この状況においては摂政として解釈することができる。しかしながら、この摂政の権力が誰の名において行使されたのかははっきりとしていない。ほとんどの史料の記述では、アーミルの幼子はその存在すら隠され、その後タイイブは記録から完全に姿を消してしまったとされている。公の祝賀と公表とともに誕生した子供の存在がなぜこれほど効率的に消されてしまったのかは不明である。複数の現代の学者がタイイブは幼少のうちに、それも父親より先に死んだ可能性すらあるのではないかと推測しているが、少なくとも一つの著者の不明な同時代のシリアの史料はタイイブがアブドゥルマジードの命令によって殺されたと主張している。この新しい政権はアーミルの後継者についてタイイブとは別の後継者の存在を主張した。それによれば、アーミルは妊娠した内妻を残しており、自分の死が差し迫っていることを夢で見たことから、この胎児を息子であると宣言してタイイブに代わる後継者に指名（ナッス）したとしている。そしてその結果としてタイイブの存在は実質的に無視された。さらに、この妊娠がどうなったのかも明らかではなく、さまざまな史料において内妻が息子ではなく娘を産んだとも、胎児が見つからなかったとも、アブドゥルマジードがすぐに赤子を殺したとも伝えられている。

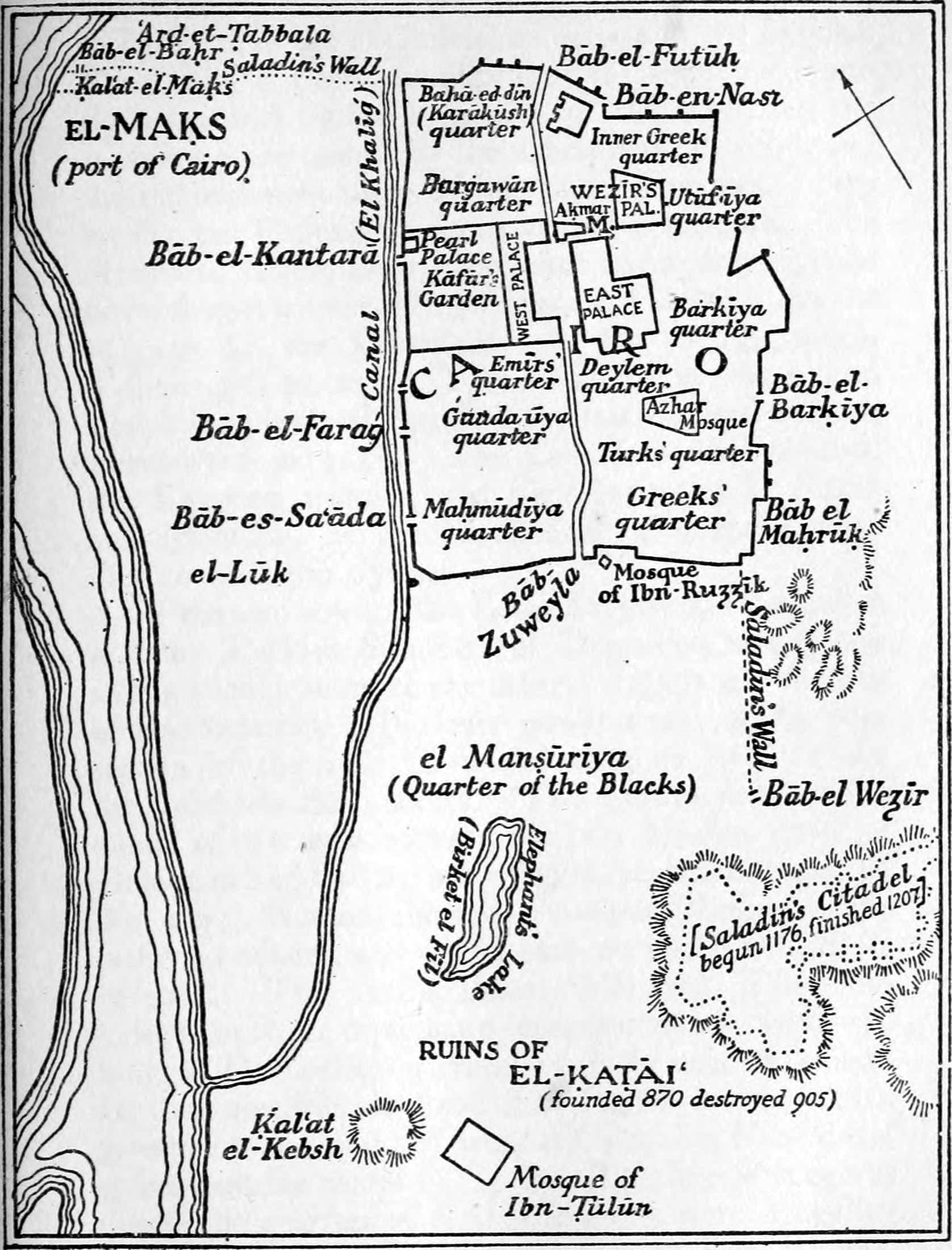
考古学者のスタンリー・レーン＝プールによって復元された都市のおおよその居住区の配置と宮殿の位置が示されているファーティマ朝時代のカイロの平面図

新体制の指導者たちの意図や野心が何であったにせよ、この体制はアーミルの死から2週間も経たないうちに瓦解した。新しいワズィールの叙任式でカリフの東西の宮殿（ファーティマ朝大宮殿）の合間に位置するバイナル・カスラインの広場に集まった軍隊が反乱を起こし、アル＝アフダル・シャーハンシャーフの息子で唯一の存命者であったクタイファートをワズィールに任命するように要求した。宮殿に押し入った反乱軍はハザールマルドを処刑し、その首は市中の街路に持ち運ばれて見せしめにされた。そしてクタイファートは10月21日に父親と祖父が所持していた称号（アル＝アフダル）とともにワズィールに任命された。形式上はアブドゥルマジードが摂政の地位を維持し、クタイファートとアブドゥルマジードの連名で硬貨の鋳造と法令の発布が行われたが、実際にはアブドゥルマジードは宮殿の宝物庫の一つに監禁され、軍司令官で将来ワズィールとなるリドワーン・ブン・ワラフシーによって監視されていた。
しかしながら、恐らくは世継ぎとなる男子の誕生が見込めなかったことから、程なくしてクタイファートは王朝の廃絶を宣言し、国教であるイスマーイール派を放棄した。そしてその代わりに「待望される者」（アル＝ムンタザル）あるいは「正しく導かれた者」（アル＝マフディー）と呼ばれる隠れイマームの代理人であると宣言し、アブル＝カースィムのクンヤ（預言者ムハンマドと同じクンヤ）のみを名乗った。中世の史料はこれを隠れイマームの待望を中心的信条とする十二イマーム派への転向であると説明している。しかし、現代の歴史家のハインツ・ハルムは、クタイファート自身の宣言のどこにもこのような転向をはっきりと証明しているものはないと指摘している。むしろクタイファートの宣言は、イマーム位の継承に関するファーティマ朝の主張を回避するだけでなく、歴史家のサミュエル・ミクロス・スターンの言葉を借りるならば、「理論的にも実践的にも誰にも責任を負う必要のない独裁者として」自身の統治を可能にする都合の良い政治的道具であった。また、ハルムはこの時にクタイファートがタイイブを排除したと推測している。

## カリフへの登位とムスタアリー派の分裂
ファーティマ朝の支配者層はこのような体制の変更に反発した。そして1131年12月8日にアーミルの護衛隊であった兵士たちがアブル＝ファトフ・ヤーニスの指揮の下でクーデターを起こし、クタイファートを殺害してアブドゥルマジードを監禁場所から解放した。この出来事による王朝の復活は、その後ファーティマ朝が終焉を迎えるまで毎年「勝利の祝祭」（イード・アン＝ナスル）として祝われた。
アブドゥルマジードはアーミルに連なるカリフ位の継承権を有する家系に属していなかったため、その正統性の欠如を考慮して当初は摂政として統治を続けた。アブドゥルマジードの治世の最初の硬貨はアブドゥルマジードがまだワリー・アフド・アル＝ムスリミーンの称号を名乗っている状態で鋳造された。本人にカリフとなる意図があったかどうかは別として、アーミルに直系の後継者がなく、さらにイスマーイール派の教義においても「神はイスラーム共同体を正しい道に導くイマームの存在を欠いたままにはしない」とされていたため、ファーティマ朝とイスマーイール派のイマームの存続のためにはアブドゥルマジードがカリフとイマームの地位を継承する必要があった。そして1132年1月23日の布告（スィジッル）においてアブドゥルマジードが「神の宗教の守護者」（アル＝ハーフィズ・リッ＝ディーニッラーフ）の称号を名乗ることでこの継承は実行に移された。
こうしてファーティマ朝において初めて権力が父から子へ継承されず、慣例から根本的に逸脱することになったため、ハーフィズ（以降はこの名で表記する）はこの異例な事態に対処しつつ自身の手による地位の継承を正当化しなければならなかった。その結果、アーミルの死とクタイファートの簒奪によって一時的に姿を消したものの、神の目的に従って再び姿を現したとする太陽にイマーム位の継承の権利をなぞらえるという形でその権利を宣言した。また、この布告の中でアーミルの息子については何も言及されなかった。ハーフィズは自分が密かにアーミルから後継者として指名（ナッス）を受けていたと主張し、同様にかつてのカリフのムスタンスィルはこの出来事を予見しており、ハーフィズの父親をワリー・アフド・アル＝ムスリミーンと呼んでいたと主張した。さらに、直系でのイマーム位の継承が行われなかった事例として、預言者ムハンマドによる義理の息子のアリー・ブン・アビー・ターリブへの指名を挙げることで自身の主張を補強した。
ハーフィズの極めて異例な経緯による即位とイマーム位への主張は、エジプト、ヌビア、およびレバントのファーティマ朝領内のイスマーイール派の信徒からは広く受け入れられたが、他のいくつかの共同体からは拒絶された。中でも注目すべきはファーティマ朝以外で唯一イスマーイール派の王国が存在したイエメンの状況であり、1138年にそれまで忠実な親ファーティマ朝の政権であったスライフ朝が崩壊した。スライフ朝の最後の君主であり女王であったアルワー・アッ＝スライヒーは、アーミルの書簡によって出生を知らされていたタイイブの正統性を擁護したが、一方でイエメンの地方王朝であるハムダーン朝とズライー朝はハーフィズの主張を認めていた。

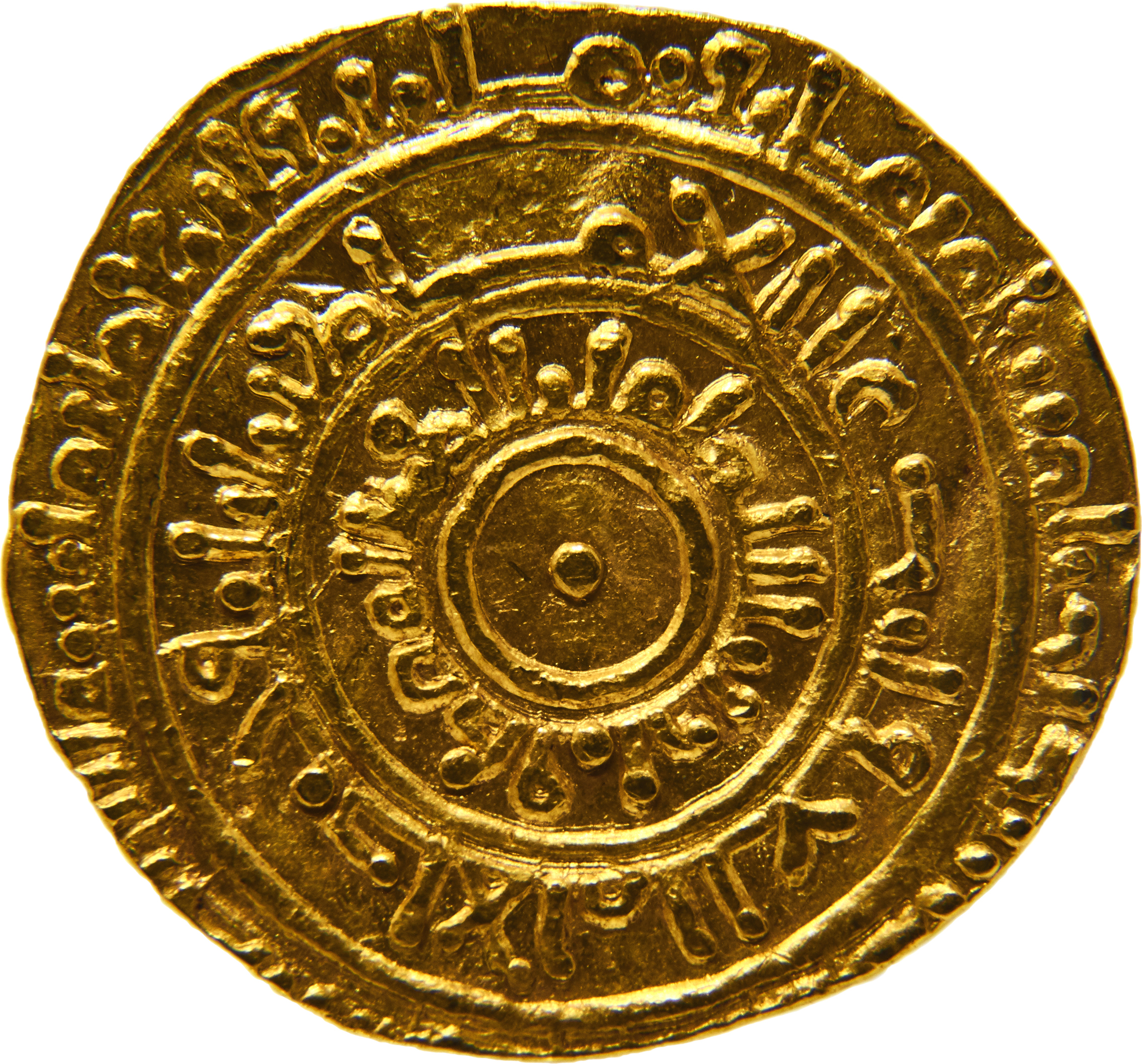
ニザールが短期間イマームとカリフの地位を主張していたヒジュラ暦488年（西暦1095年）にアレクサンドリアで鋳造されたニザールのディナール金貨

イスマーイール派の信仰におけるイマームの極めて重要な役割を考慮すると、このような地位の継承に関する問題は単なる政治的なものにとどまらず、極めて宗教的な意味合いも伴うものであった。スターンの言葉を借りるならば、この問題は「信徒の個人的な救済だけでなく、組織化された宗教の存続をも左右するもの」であった。すでにファーティマ朝は大きな災いとなった1094年から1095年にかけて起こった同様の後継者争いの中でムスタアリー派とニザール派への分裂を引き起こしていた。この内紛時にアル＝アフダル・シャーハンシャーフはムスタンスィルの死後にその年長者の息子であるニザールではなくムスタアリー（在位：1094年 - 1101年）をカリフに擁立し、短期間の内戦とニザールの死を招いていた。そのムスタアリーはファーティマ朝の支配者層やイスマーイール派の公的な宗教指導者層（ダアワ）、そしてシリアとイエメンでこれらの指導者の影響下に置かれていたイスマーイール派の共同体からその地位を認められていたが、一方でペルシアのイスマーイール派の大部分はニザールのイマーム位への権利を認め、ファーティマ朝との関係を絶っていた。ニザール派はカイロのムスタアリーの政権と徹底した抗争を続け、1121年のアル＝アフダルの暗殺とカリフのアーミルの暗殺はニザール派の工作員たち（いわゆる「暗殺教団」として知られる）が関与していたとされている。
このような以前の分裂と同様に、ニザール派と袂を分かったムスタアリー派は、ハーフィズの即位によってタイイブのイマーム位を支持する人々（タイイブ派）と、これに対抗するハーフィズとその後継者を支持する人々（ハーフィズ派）の間で再び分裂することになった。スターンはこれらのイマーム位の継承をめぐるイスマーイール派の分裂に関し、イマーム位の「権利主張者たちの人間性は然したる問題ではなかった。ニザールの支持者たちは統治者としてのニザールの優れた功績によって動かされたのではなく（当然ながらこれは幼児であったタイイブの場合において明白である）— 重要だったのは正当な後継者の中に体現される神与の権利であった」と強調している。
こうしてかつては統一されていたイスマーイール派の運動は1132年までに3つの分派 — 今やファーティマ朝の領内における公的な教義となったハーフィズ派、主にイエメンの山岳地帯で存続したタイイブ派、そしてニザール派 — に分裂した。イエメン以外ではエジプトとレバントにもタイイブ派の支持者が存在したが、これらの人々はファーティマ朝から激しい弾圧を受けたとみられている。ファーティマ朝政権と表裏一体の関係にあったハーフィズ派は1171年にファーティマ朝が崩壊するまでエジプトで存続したが、今日まで存続している対立した二派とは異なり、その後急速に姿を消した。ハーフィズ派が最後に生き残っていた場所はイエメンであり、イエメンでは13世紀までハーフィズ派の重要な共同体が存在していた。

## 治世
ハーフィズの即位はファーティマ朝とカリフ制の復活を意味したが、それ以前の出来事が政権の基盤を揺るがしていた。新しいカリフは軍に対する影響力をほとんど持たず、ハーフィズの治世は慢性的に不安定な状態にあり、野心を持つ軍内の派閥だけでなく身内からさえ向けられた自身の正統性に対する反抗や挑戦を退けなければならなかった。ハーフィズは自身の正統性を強化するにあたって、とりわけシーア派のガディール・フンムの祝祭をファーティマ朝を祝う祭事へと位置付けを変える手段に頼った。このようにハーフィズは弱い立場であったにもかかわらず、最終的には20年近くにわたりカリフの地位に留まることに成功した。
ハーフィズは自分の名において国政を司るワズィールを任命する慣行を維持したが、バドル・アル＝ジャマーリーの時代以降ワズィールの手に権力が集中していたため、カリフにとってもワズィールは危険な存在であり、その活動には特に注意を払っていた。実際に治世の最後の10年間はワズィールを任命せず（後述）、代わりに高位の書記官を臨時の政務責任者として任用した。

### ヤーニスのワズィール政権と最初の直接統治（1132年-1134年）
ハーフィズの最初のワズィールはアル＝アフダルのかつての奴隷軍人でありクタイファートを権力の座に押し上げた軍の派閥の有力者でもあったアブル＝ファトフ・ヤーニスである。ヤーニスはすでにカリフのアーミルの下でワズィールとほぼ同等の権力を持つサーヒブ・アル＝バーブ（ワズィールの地位に次ぐ武官職で最高位の軍司令官の一人であるとともにワズィールの補佐や侍従の役割も担っていた）を含む高位の官職に就いていた。そして自身の権力を強化するためにアーミルの護衛隊であった兵士のおよそ半数を殺害し、ヤーニスィーヤと呼ばれる私兵集団を組織した。ヤーニスの権力の増大はカリフを警戒させ、ヤーニスが任命から9か月後の1132年末に死去した際にはカリフがヤーニスを毒殺したという噂が流れた。

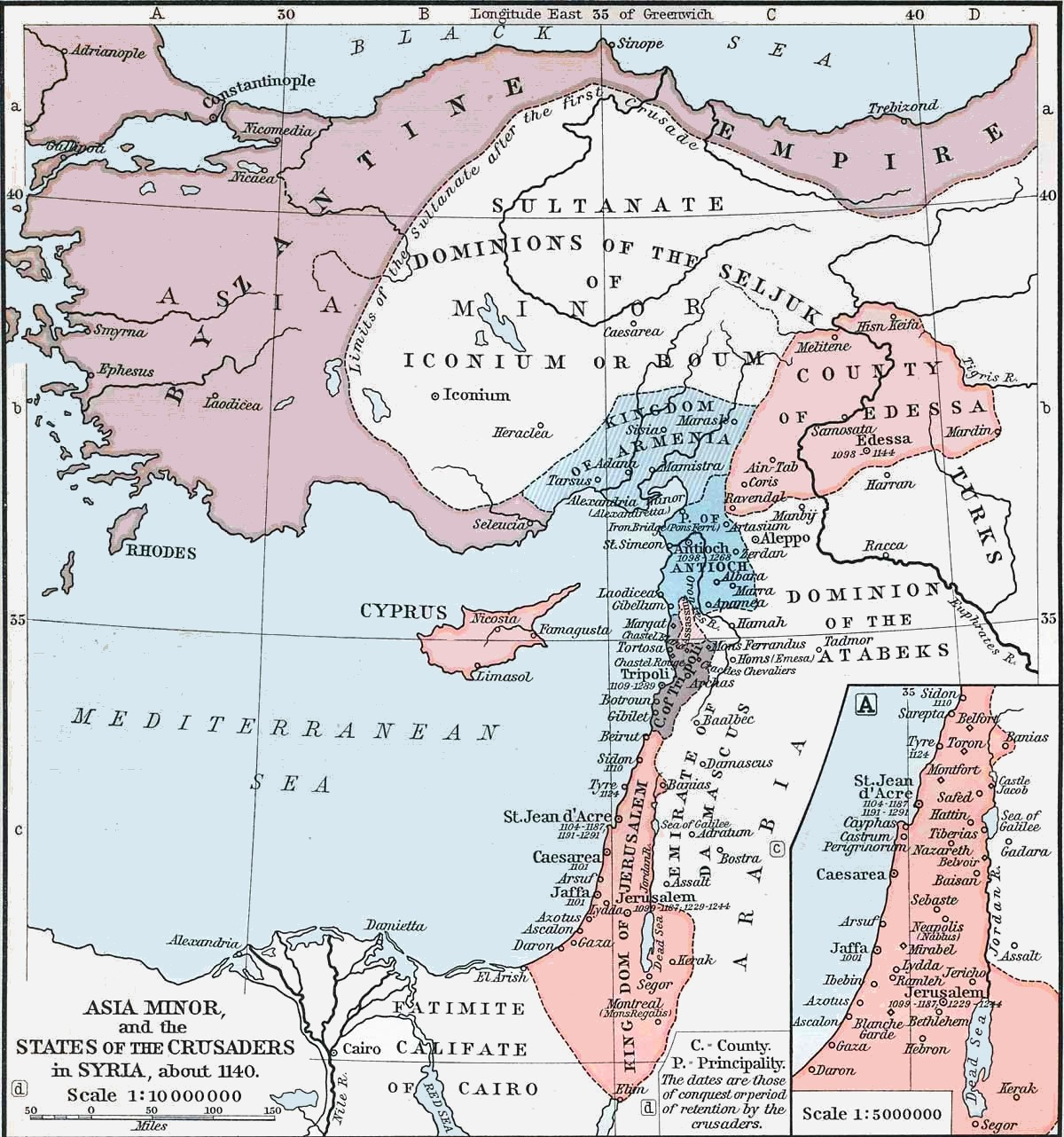
1140年頃の小アジア（アナトリア）とレバント地方の勢力図（キリスト教勢力は着色されている）

ヤーニスの死後、強力なワズィールの官職は意図的に空席にされた。また、ハーフィズは財政の監督に責任を負うディーワーン・アッ＝タフキーク（財務検査庁）で長らく長官を務めたユーハンナー・ブン・アビー・アッ＝ライスも解任した。そしてこの機会を利用してシャリーフ（預言者ムハンマドの子孫であることを主張する者。複数形ではアシュラーフと呼ぶ）のムウタミド・アッ＝ダウラをディーワーン・アッ＝タフキークの長官に、その兄弟をナキーブ・アル＝アシュラーフ（アシュラーフの代表者）に任命することでアシュラーフの一族から支援を得ようとした。さらにハーフィズはナイルデルタの東部で起こった軍の反乱に対処しなければならなかっただけでなく、ニザール（上述のニザール派の名祖）の死に伴いマグリブに逃れていたニザールの息子の一人であるフサインが亡命先からエジプトへ帰還を試みるという予期せぬ事態にも直面した。フサインは軍隊を編成していたが、ハーフィズはフサインの軍司令官の一人に賄賂を渡してエジプトに着く前にフサインを暗殺することに成功した。
同じ頃にハーフィズは、アル＝アフダルの時代と同様に十字軍によって建国されたエルサレム王国に対するジハード（聖戦）の推進者の役割を再び担うことでイスラーム世界におけるファーティマ朝の威信を高めようとした。ファーティマ朝は1124年にスールを失ったことによる長期にわたる中断を経て、ヤッファ伯ユーグ2世がエルサレム王フルク（在位：1131年 - 1143年）に反旗を翻したのを機にアスカロンの拠点から十字軍の支配する領域に対する攻撃を再開した。その結果としてフルクはヤッファとエルサレムを結ぶ街道を守り、西欧人の入植者の安全を確保するために、アルヌール城（1133年建設）、ベス・ジブラン（1137年建設）、イブラン城（1141年建設）、そしてブランシュギャルドゥ（1142年建設）などからなる一連の新しい城の建設を迫られた。最終的にこれらの要塞の存在はアスカロンのファーティマ朝の守備隊を守勢へ追いやることになり、十字軍に有利な方向へ力関係を変化させた。そして1150年にガザが要塞化されたことでアスカロンは完全に陸路を封鎖され、1153年に十字軍がアスカロンを占領する下地を作ることになった。

### ハーフィズの息子たちによるワズィール政権（1134年-1135年）
1134年にハーフィズは自分の息子で後継者に指名されていたスライマーンをワズィールに任命した。これは王朝の権力継承をより確実なものにするための方策であったが、任命の2か月後にスライマーンが死去したことで完全に裏目に出ることになり、カリフとイマームの無謬性の前提に再び疑念が投げかけられることになった。そして直ちにスライマーンの弟のハイダラが後継者兼ワズィールに指名されたものの、この指名はハーフィズのもう一人の息子であるハサンの妬みを買った。
ハサンはバドルとアル＝アフダルが設立したアルメニア出身者からなると考えられている連隊であり、両者の権力の支柱となっていただけでなく、クタイファートへの支援も行っていたジュユーシーヤの後ろ盾を得た。一方でカリフとハイダラはライハニーヤと呼ばれるアフリカ系黒人からなる連隊の支持を得た。ハサンとその支持者たちはスンナ派を支援し、イスマーイール派の説教師を攻撃したと伝えられていることから、この内紛は宗教的な動機も絡んでいたと考えられている。そして6月28日にジュユーシーヤがライハニーヤを打倒したことでハイダラは宮殿に逃げ込まざるを得なくなり、宮殿はすぐにハサンの部隊によって包囲された。この前代未聞の事態に直面したハーフィズはハイダラの指名を撤回し、7月19日にハサンを後継者兼ワズィールに指名した。歴史家のマイケル・ブレットが述べているように、結果としてハーフィズは、実質的に「自分と敵対する」息子を任命することになった。
自分の地位を確実なものにしようとしたハサンはスィブヤーン・アッ＝ザラドと呼ばれる私的な民兵集団を組織し、支配者層の人々を弾圧した。これに対しハーフィズは上エジプトのアフリカ系黒人からなる守備隊を扇動することで息子の追放を試みたものの、再びハサンの部隊が勝利を収めた。しかしながら、敵対者に対する残忍な仕打ちや有力者たちの処刑、さらには資産の没収といった行為によってハサンはそれまで得ていたと思われるあらゆる支持を失い、その暴力的な統治が原因となって没落を招くことになった。また、このハサンの支配による混乱の中で15,000人もの人々が命を落としたと言われている。
結局、軍の数人の上級指揮官が殺害されたことをきっかけとして1135年3月に軍が反乱を起こした。ハサンはカリフの宮殿に逃げ込んだものの、ハーフィズはそこでハサンを拘束した。軍は宮殿の前の広場に集まってハサンの処刑を要求し、処刑を実行しないようであれば宮殿に火を放つと脅した。ハーフィズは救援のためにガルビーヤ（ナイルデルタ西部）の総督を務めていたバフラーム・アル＝アルマニーを呼び寄せたが、そのバフラームがカイロに到着する前に兵士たちの要求に屈し、ハサンをユダヤ人の医師の手で毒殺させた。軍はその中の一人が遺体を検分するために宮殿に招き入れられるまで解散しなかった。さらにハサンを検分した者はナイフで遺体を数回突き刺してからその場を立ち去ったと伝えられている。

### バフラームのワズィール政権（1135年-1137年）
ハサンの殺害後すぐにカイロに到着したバフラーム・アル＝アルマニーはキリスト教徒でありながら1135年4月4日にワズィールに任命され、「イスラームの剣」（サイフ・アル＝イスラーム）の称号を与えられた。ワズィールはイマームとカリフの代理とみなされ、イスラーム教徒の他の宗教指導者よりも優位な立場を必然的に伴っていただけでなく、イスラームの各種の儀式における儀礼的な役割も担っていたため、キリスト教徒の任命はイスラーム教徒の間で大きな反発を招いた。それでもなおハーフィズはバフラームの任命にこだわり、イスラームの儀式に欠席する許可を与え、儀式におけるワズィールの役割は主席のカーディー（イスラームにおける裁判官）が担った。その一方でイスラーム教徒の宗教指導者層に対する監督者であることを示すファーティマ朝のワズィールの慣習的な肩書きであるカーディー・アル＝クダート（司法長官）とダーイー・アッ＝ドゥアート（教宣長官）の地位は与えられなかった。
バフラームはあらゆる宗派のキリスト教徒を優遇するだけでなく教会への特権の付与や新しい教会の建設を許可し、さらには中世の史料において短期間で3万人に達したと伝えられているアルメニア人の移住を奨励したため、イスラーム教徒の住民はバフラームに対し反発を続けた。また、バフラームの兄弟のヴァサクが上エジプトのクースの総督に任命されたが、ヴァサクは現地の住民に対して暴力的な統治を行ったために当時の人々から非難を浴びた。
対外的にはレバントの十字軍国家が当時脅威を増していたモースルのトルコ人のアタベグであるザンギーへの対処で手一杯だったため、バフラームの在任中は平穏な時期を迎えることになった。また、バフラームは1102年に起きたラムラの戦い以来捕らえられていた300人の捕虜を解放することにも成功した。さらにシチリア王ルッジェーロ2世（在位：1130年 - 1154年）とも良好な関係を築いていたとみられ、同盟を結んでいた可能性もある。
その一方でバフラームに対するイスラーム教徒の反発は強まっていった。ワズィールの地位にあること自体がすでに侮辱とみなされていたが、キリスト教徒に対する贔屓やアルメニア人の移住、さらにはキリスト教勢力との緊密な関係がより一層イスラーム教徒の感情を逆撫でにしていた。そして以前にハーフィズの看守を務めていたリドワーン・ブン・ワラフシーがこの反対運動の指導者として台頭した。リドワーンはカリフのアーミルの下で有力な軍司令官の一人となるまで出世したスンナ派の人物であり、当時はサーヒブ・アル＝バーブの地位にあった。バフラームは1135年5月にリドワーンをアスカロンの総督に任命することでその権力を削ごうとしたが、リドワーンは現地でアルメニア人の移住の阻止に奔走し、カイロのイスラーム教徒の間で賞賛を浴びた。その結果、バフラームは1136年11月にリドワーンを呼び戻し、自身のかつての任地であるガルビーヤの総督として再び送り出した。しかしながら、この異動によってリドワーンはすぐに独立した権力基盤を持つことになり、バフラームにとってこの行為は裏目に出ることになった。カイロの有力な役人がリドワーンと接触するようになり、リドワーンはモスクの説教壇からためらうことなくバフラームに対するジハードを呼びかけた。1137年初頭にはついにリドワーンが現地のベドウィンからなる軍隊を編成し、カイロに向けて進軍した。バフラーム配下のイスラーム教徒の兵士たちはバフラームを見捨て、バフラームは2月3日に2,000人のアルメニア人の兵士とともにカイロを脱出し、クースを目指した。バフラームが去った後にカイロでは反アルメニア人のポグロムが発生し、ワズィールの宮殿も略奪された。
クースに到着したバフラームは兄弟のヴァサクが地元の民衆によって殺害され、その遺体が汚されているのを発見した。そして報復として町を略奪したが、一方でカリフを完全に遠ざけてしまうことを避けるために放火までは命じなかった。その後、バフラームはファーティマ朝の南の国境に位置するアスワンに向かった。いくつかの史料はバフラームが南方のヌビアのキリスト教王国と同盟して新しい王国を築くつもりであったと主張しているが、現地の総督に都市の門を閉ざされ、結局アフミームまで撤退せざるを得なかった。そこでハーフィズの書簡がバフラームに届き、「ごく一部の従者だけを残すことを条件にクース、アフミーム、アシュートのいずれかの総督の職を得るか、アフミームに近い修道院に入り、自身と親族の安全保障（アマーン）を得るかの選択を認める」という寛大な処置が提示され、バフラームは後者を選んだ。

### リドワーンのワズィール政権（1137年-1139年）
マイケル・ブレットはキリスト教徒のワズィールについて、「第二のナースィル・アッ＝ダウラになる可能性があり、クタイファートのような十二イマーム派ではなくスンナ派の国へ転換させると脅した」リドワーンほど自らの立場を脅かす存在ではなかったため、バフラームに対してカリフが寛大であったのは驚くべきことではなかったと指摘している。実際に1137年2月5日にリドワーンがワズィールに就任した際の肩書きは危険なほど強力な地位に就いたことを示していた。新しいワズィールはバフラームと同じく「イスラームの剣」の称号を持ち、イスラーム教徒であったことからカーディー・アル＝クダートとダーイー・アッ＝ドゥアートの肩書きも与えられた。また、「最も強力で優れた大臣」（アッ＝サイイド・アル＝アジャッル・アル＝アフダル）の称号も「最も優れた王」（アル＝マリク・アル＝アフダル）に変わり、イマームとカリフから実質的に独立した君主の立場にあることを示唆していた。リドワーンの任命はファーティマ朝のワズィールがスルターンの性格へ変質する過程の頂点を示しており、これはトゥグリル・ベク（在位：1037年 - 1063年）の時代以降におけるセルジューク朝の支配者とアッバース朝のカリフの関係に類似したものだった。
ワズィールとなったリドワーンはキリスト教徒に対する迫害を開始した。キリスト教徒の役人はイスラーム教徒に置き換えられ、財産を没収された者や処刑された者も存在した。キリスト教徒とユダヤ教徒に対しては特定の衣服の着用を強制し、モスクの側を通るときには馬から降りることを義務付け、あるいは乗馬自体を禁じてロバかラバに乗ることのみ認めるなど、抑圧的で差別的な規制や奢侈を禁じる法律が導入された。人頭税（ジズヤ）の規定も見直され、劣った存在であることの印として頭の高さに設置された台に税を納めるように要求された。バフラームのアルメニア人部隊は解散させられ、農民として定住するかエジプトを離れて祖国に帰ることが認められた。その一方でリドワーンはスンナ派の信仰を奨励し、首都よりもスンナ派が浸透していたアレクサンドリアにシリアのものをモデルにしたシャーフィイー学派のマドラサを設立した。また、十字軍に対する協力関係を築くために当時シリア南部を支配していたトルコ系王朝であるブーリー朝、中でもバールベックを統治するシャムス・アッ＝ダウラ・ムハンマドと書簡のやり取りを続けていたが、この行動にはファーティマ朝を廃絶するためにスンナ派のシリア人の協力を得たいという思惑も含まれていた可能性がある。
ハーフィズを権力から完全に排除しようとしたリドワーンは、1138年にスンナ派、十二イマーム派、およびイスマーイール派のそれぞれの法学者（スンナ派はアレクサンドリアのマドラサの校長であるイブン・アウフ、十二イマーム派はイブン・アビー・カーリム、イスマーイール派は主席ダーイー（宣教師）のイスマーイール・ブン・サラーマ）にハーフィズの廃位の可能性について意見を求めたが、これに対するそれぞれの法学者たちの反応は極めて予想通りなものだった。イブン・アビー・カーリムはハーフィズとその祖先によるイマーム位への主張は虚偽であると論じ、イスマーイール・ブン・サラーマはカリフを支持し、イブン・アウフはより慎重な姿勢を示して宗教法に従い退位させるべきだと進言した。リドワーンはカリフの側近の拘束と処刑に乗り出したが、一方でハーフィズは当て付けるかのようにバフラームを追放先から呼び戻し、さらに宮殿への居住も認めた。これに対してリドワーンは5月31日のイード・アル＝フィトルで通常君主しか着ることのない仕様の礼服を身にまとって公の場に姿を現した。

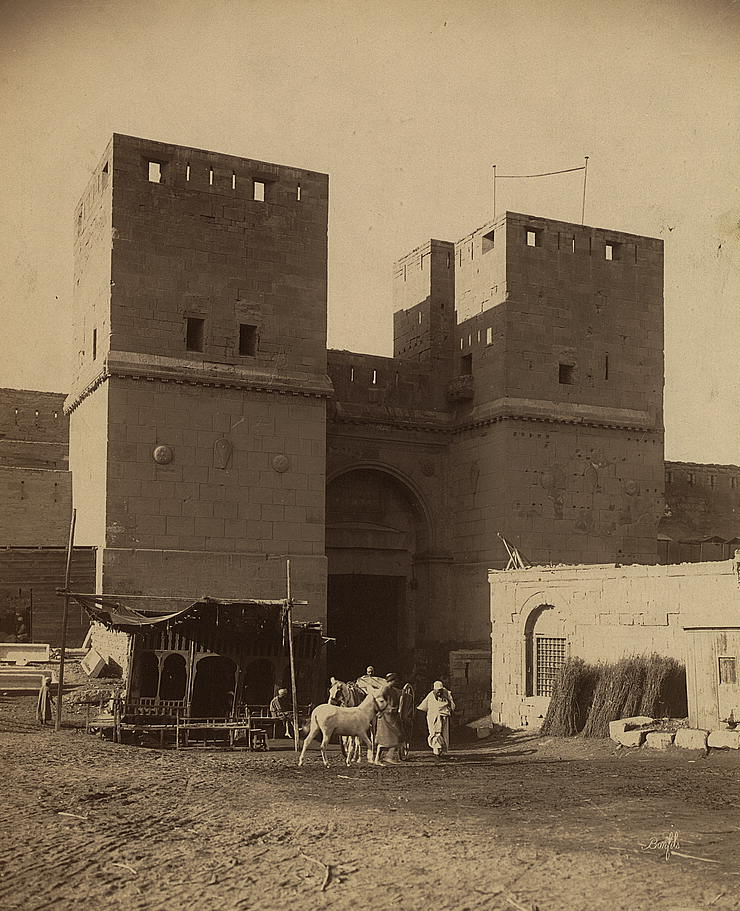
カイロのナスル門（勝利の門）（1867年）

この対立は6月8日に山場を迎え、この日ハーフィズは宮殿の黄金の門の上に座して下にいたリドワーンと激しい口論を繰り広げた。リドワーンは宮殿を軍隊で包囲するように命じ、さらにハーフィズの息子の一人をカリフに据えようと目論みその息子を同伴させた。しかし、その息子にナッスを与えることで正当な継承を認めることができるのはイマームだけであるとイスマーイール・ブン・サラーマが主張して抵抗を見せたため、宮殿は閉ざされたままであり、結局リドワーンの目論みは失敗に終わった。このような状況の行き詰まりによってハーフィズは再び対立の主導権を握ることができた。裏切り者の息子とその従者たちは殺害され、6月12日にカリフの護衛を務める20人の集団が「勝利者ハーフィズ」（アル＝ハーフィズ・ヤー・マンスール）と叫びながらズウェイラ門から市中に入った。この集団はすぐに民衆と軍隊の大部分と合流し、リドワーンに反旗を翻した。リドワーンは兄弟と甥、そして一部の忠実なライハニーヤの部隊による支援を得たのみでこの事態を切り抜け、ナスル門（勝利の門）から市外へ脱出することに成功した。その後ワズィールの宮殿は暴徒によって再び略奪された。
リドワーンは自身が雇っていたベドウィンの助けを借りてアスカロンに逃れ、さらにそこからブーリー朝の領内に向かった。そしてサルハドの総督のクムシュタキーンからトルコ人の部隊を与えられ、この部隊とともにエジプトに戻った。ベドウィンを再結集したリドワーンはカイロへ進軍したが、1139年8月28日に城門の前で撃退された。その1か月後にハーフィズはハーフィズィーヤとアーミリーヤの連隊と自身の護衛部隊からなる軍隊を率いてリドワーンの軍隊を打ち破った。リドワーンは上エジプトに逃れたものの、すぐに安全保障（アマーン）と引き換えにカリフの軍隊への降伏を余儀なくされた。ハーフィズはリドワーンを宮殿内のバフラームの隣の部屋に勾留させた。

### 二度目の直接統治（1139年-1149年）
リドワーンの失脚後、ハーフィズはバフラームにワズィールへの再度の就任を要請したが、バフラームはこれを拒否した。しかし、バフラームはハーフィズに最も近い側近であり続け、1140年11月にバフラームが死去した際にハーフィズは自ら葬儀に参列した。その後の治世においてハーフィズがワズィールを任命することはなく、書記官（カーティブ）を選任して行政の指揮に当たった。1139年と1140年の間のある時期にベルベル人のサリーム・ブン・マサールが主席大臣に任命されたが、ワズィールの肩書きは意図的に避けられ、代わりに「諸国事の監督者」（ナーズィル・フィル＝ウムール）あるいは「公益の監督者」（ナーズィル・フィル＝マサーリフ）の称号で呼ばれた。サリームは後にワズィールに任命されたが、その時期はハーフィズの死後になってからのことである。この変化はワズィールが統治する国家からスルターンが支配する国家へ変質しつつあった状況を反転させようとする意図的な試みであった。ワズィールとは異なり、書記官たちは軍とは関係のない文民官僚であり、非イスラーム教徒である場合も多かったため、その地位は完全にカリフによる決定権の下にあった。
このような書記官の最初の一人はかつてバフラームによって「諸官庁の監督者」（ナーズィル・フィル＝ダワーウィーンと呼ばれるが、恐らくディーワーン・アッ＝タフキークの長官を指すとみられている）に任命されたものの、その後リドワーンによって解任され、さらには追放されていたエジプト人のキリスト教徒のアブー・ザカリーである。ハーフィズはアブー・ザカリーを元の職位に復帰させ、「ヒラーファ（カリフ制）の庇護を受ける者」（サニーアト・アル＝ヒラーファ）という称号を与えた。しかし、アブー・ザカリーは財政運営を預かる立場を利用して徴税を請負い、歳入の余剰分を着服したとみられ、その結果として1145年に逮捕されると父親や兄弟とともにカリフの命令によって処刑された。イスラーム教徒の作家たちはアブー・ザカリーの尊称であるアル＝アクラム（最も高貴な者）を捩り、アル＝アフラム（鼻が裂けた者）と呼んでアブー・ザカリーを非難した。アブー・ザカリーの後任にはかつてリドワーンに仕えていたイスラーム教徒のカーディーが（二人続けて）任命されたが、この人事にはこのような反キリスト教感情が影響していた可能性がある。二人の後任者のうち最初の後任者であるアブル＝カラム・アッ＝ティンニースィーは「成功を収めた者」（アル＝ムワッファク）の称号を与えられ、1147年9月まで2年間その職務を担った。アブル＝カラムの後任にはムハンマド・ブン・アル＝フサイン・アッ＝タラーブルスィーが就任し、「選ばれし者」（アル＝ムルタダー）と呼ばれた。タラーブルスィーは文書庁の長官にも任命され、宮廷の宦官が身につけていた様式のターバンの尾（ハナクと呼ばれる）の着用を認められただけでなく、金曜礼拝の際にはカリフに付き添うなど、ワズィールに準じた特権を与えられた。

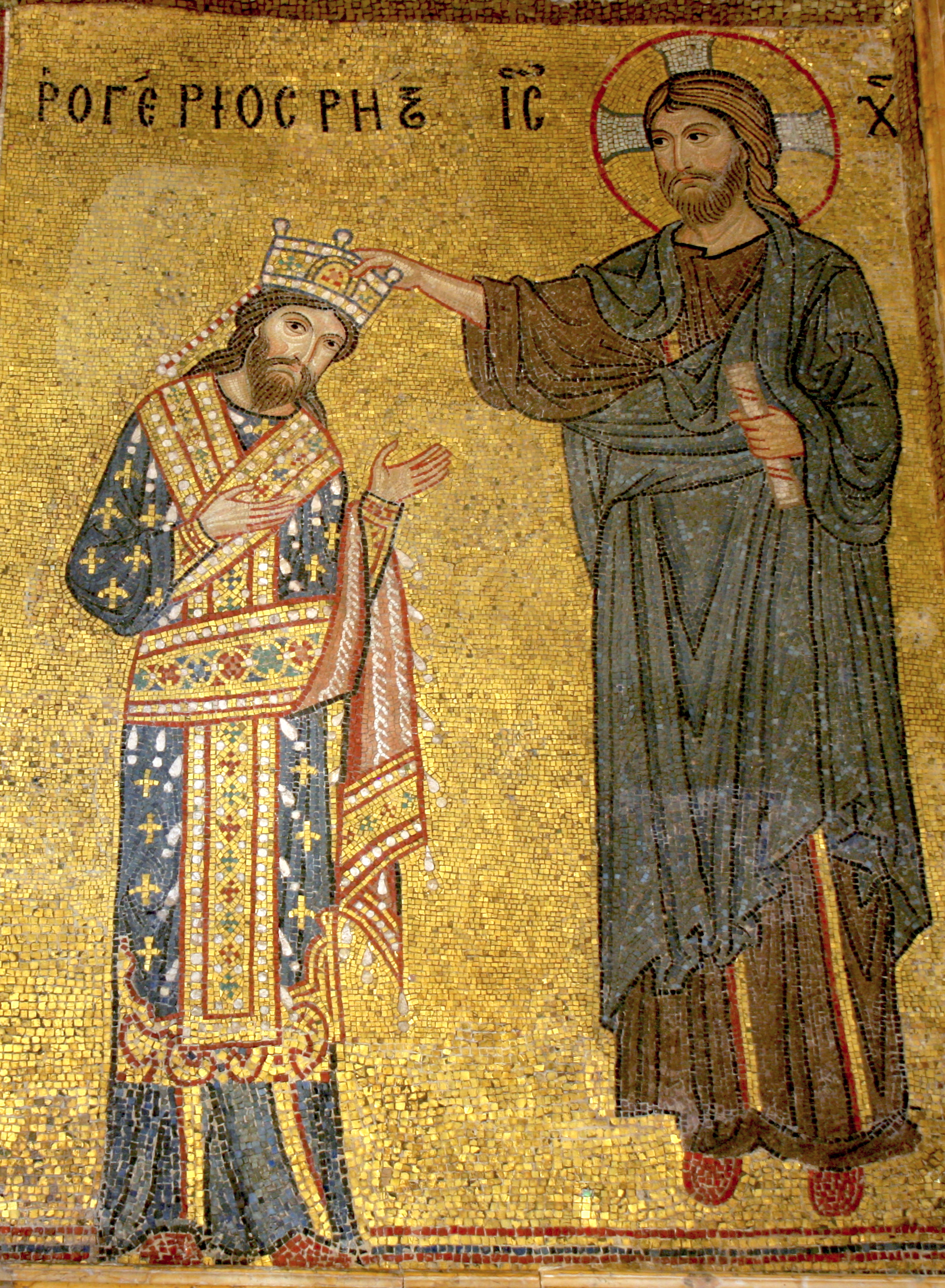
キリストから王冠を授けられる姿が描かれているルッジェーロ2世のモザイク画（パレルモ、マルトラーナ教会）。ハーフィズの治世におけるエジプトとシチリアの関係は友好的なものであった。

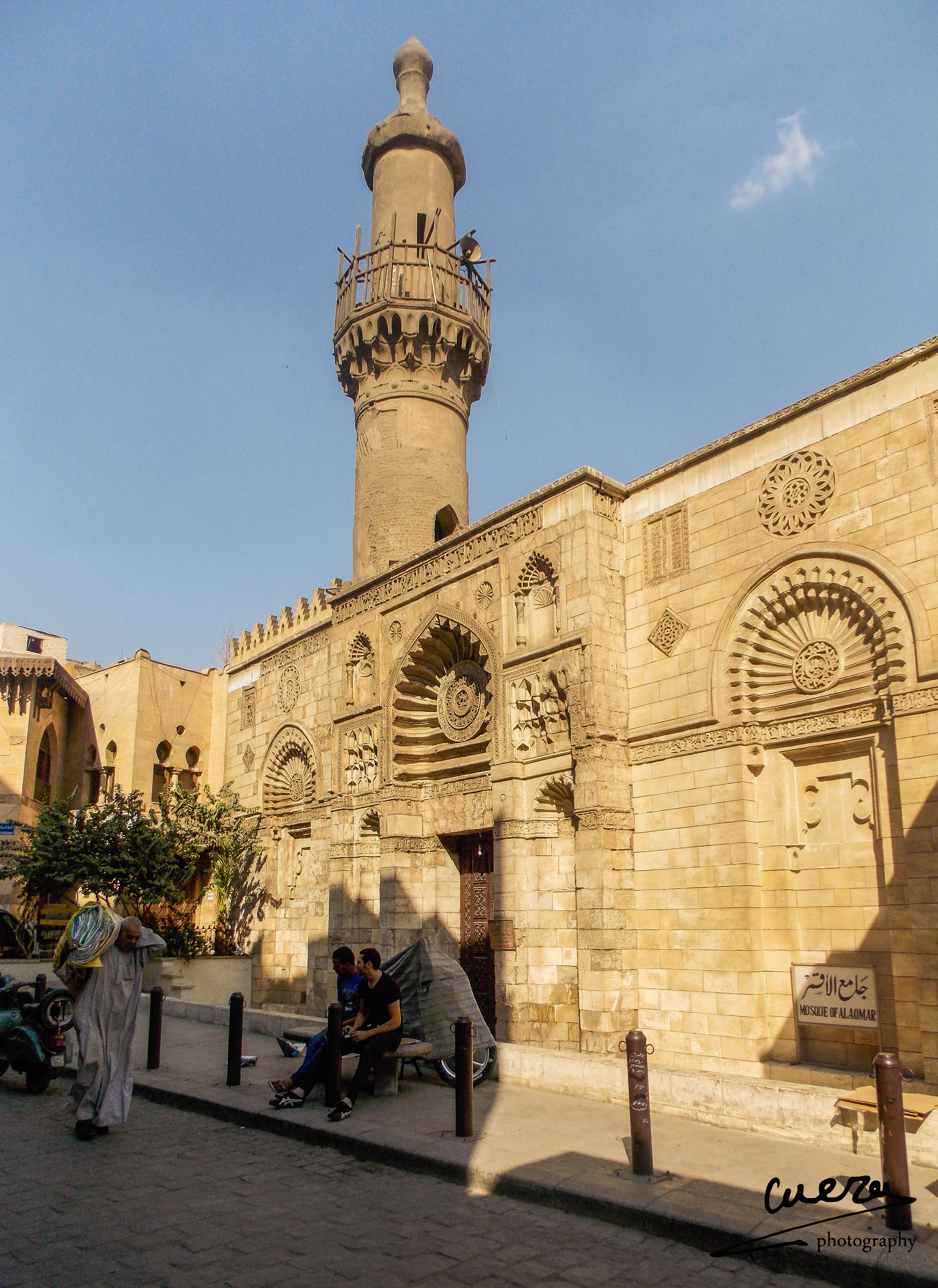
リドワーンが殺害された場所の近くに建つアル＝アクマル・モスク

ハーフィズの治世の最後の10年間は外交面に関しては概ね平和が保たれていた。この期間はファーティマ朝もエルサレム王国も国内の争いに目が向けられており、十字軍もザンギーへの対処で手一杯な状態だった。1141年4月から5月にかけて十字軍の騎士たちがアスカロンの前に現れたが、ファーティマ朝の守備隊に追い払われた。また、ファーティマ朝の使節が1142年から1143年にかけてルッジェーロ2世の宮廷を訪れた。ルッジェーロ2世は当時ズィール朝が支配していたイフリーキヤのファーティマ朝の旧領に対する拡大政策を推し進めており、ルッジェーロ2世の艦隊はこれより少し前の時期に同地のかつてのファーティマ朝の首都であるアル＝マフディーヤを占領していた。キリスト教徒の北アフリカへの進出に対する懸念やノルマン人の軍艦がエジプトの商船を拿捕するといった事件があったにもかかわらず、両者は友好関係を維持していた。サレルノ出身の年代記作家であるロムアルド・グアルナは、1143年にエジプトとシチリアの間で通商条約が締結されたことを記録している。ハインツ・ハルムは、1147年から1150年にかけて続いた第2回十字軍の遠征に対するルッジェーロ2世の不参加の決断が双方の君主が死去するまで友好関係を維持するのに役立ったであろうと指摘している。
一方で歴史家のジェレミー・ジョーンズは、ファーティマ朝はイフリーキヤに直接介入する能力を失って久しかったものの、「相当な実績のある貿易相手」であるシチリア王がエジプトの商業にとって有益な「北アフリカ沿岸の法と秩序の回復」を約束したことから、ノルマン人の勢力拡大に対して「自由放任」の態度を取ったと指摘している。同様にジョーンズは、インド洋と紅海からエジプトと地中海を結ぶ貿易網の多くもこの時期にはシチリアとイフリーキヤの商人が手中にしていたようであると指摘しており、当時のカイロの人々がノルマン人の冒険的事業に対して関心を抱いていたのはこのような貿易環境も理由となっていた可能性がある。
ハーフィズはイエメンにおける公的なイスマーイール派のダーイーを任じるために1139年と1140年の間にアデンのズライー朝の支配者であるアリー・ブン・サバア・ブン・アブル＝スウードに向けて使節を派遣した。しかし、ファーティマ朝の使節が到着する前にアリーが死去したため、任命はアリーの弟で後継者となったムハンマドに対して行われた。また、1144年にもイエメンへ使節を派遣したことが記録に残っており、恐らく再びアデンに向かったと考えられている。1147年9月にはダマスクスにファーティマ朝の使節が到着したが、これはザンギーの息子であるヌールッディーンの野心に対抗するために当時ダマスクスを支配していたムイーヌッディーン・ウヌルと連携を図ろうとしたものだとみられている。その一方でエジプトでは内紛が続いていたため、ファーティマ朝自身の手によるシリアへの介入は見込めないままであった。
ハーフィズの治世の最後の数年間は自身の権力基盤が脆弱であることを露呈するかのような国内の難題に支配されていた。1144年か1145年にハーフィズの叔父の一人でカリフになる野心を抱いていたアブル＝フサインがサーヒブ・アル＝バーブに対し見返りとしてワズィールの地位を与えると約束することでその協力を取り付けようとした。しかし、当時のサーヒブ・アル＝バーブであったフマルタシュはこの件をハーフィズに報告し、ハーフィズはアブル＝フサインを投獄した。1146年には軍司令官の一人であるバフティヤールが上エジプトで反乱を起こしたが、西部砂漠でベルベル系のラワータ族の部隊によって鎮圧された。さらには1148年5月にリドワーンが監禁場所から脱出し、ナイル川を渡ってベドウィン、正規兵、そしてラワータ族を含む追従者たちを自分の下へ再結集させることに成功した。リドワーンはこの軍勢を率いて再びカイロに進軍し、カリフの軍隊を破ってカイロ市内に追い込んだ。ハーフィズは宮殿の門を封鎖したが、その一方でリドワーンが配下の兵士に報酬を支払うために金銭を要求した際には協力するふりをして金銭を送った。同時にカリフはリドワーンを暗殺するために自身の護衛兵から10人のアフリカ系黒人を選抜し、これらの兵士は「勝利者ハーフィズ」と叫びながらアル＝アクマル・モスクの近くでリドワーンとその兄弟を襲撃して殺害した。
1149年になるとニザールの息子とされる別の僭称者が現れ、アレクサンドリアを攻撃するためにラワータ族と初期のファーティマ朝の重要な支持母体であったクターマ族の一部を含むベルベル人の支持者を集めた。反乱軍は最初に派遣されたファーティマ朝の軍隊に勝利を収めたが、ハーフィズは反乱軍を撤退させるためにラワータ族の首領たちに賄賂を送り、金銭とナイルデルタの土地の供与を約束することで反乱を収束させた。反乱を扇動した僭称者は斬首され、その首はカイロへ送られた。同年に対立関係にあった軍内の派閥であるジュユーシーヤとライハニーヤが再びカイロの街頭で衝突し、民衆は首都に入ることを恐れるようになった。この争いは最終的にジュユーシーヤが勝利し、ライハニーヤを郊外のギーザへ追い払った。また、この期間は自然災害の多い時期でもあった。1139年のナイル川の氾濫は特に水位が低く、1142年には飢饉と疫病がエジプトを襲った。その一方で1148年の氾濫は逆に水位が高すぎ、カイロの城門まで水が達した。

### 建築活動

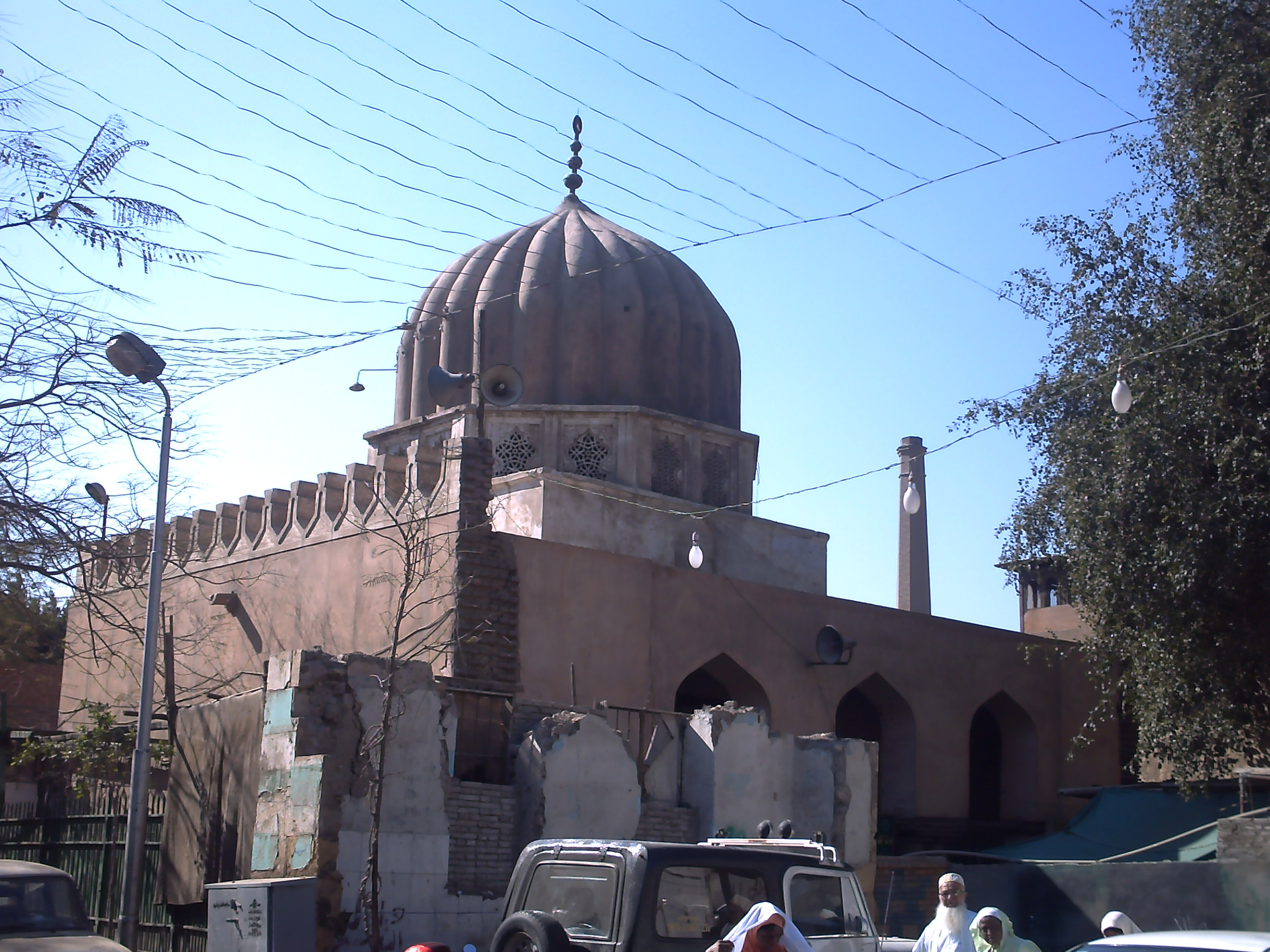
カイロの市中に立つサイイダ・ルカイヤの霊廟

ハーフィズは数多くの聖廟やモスクを建立した。その中でもアリー家の聖人たちを祀る聖廟は高い重要性を占めており、これは当時弱まっていたファーティマ朝の正統性を強化するために民衆の信仰の対象をアリー家へ向けさせようとしたものだとみられている。
1133年にハーフィズはアリー・ブン・アビー・ターリブの娘であるサイイダ・ルカイヤの霊廟を建立した。これはルカイヤがハーフィズの夢の中に現れたためであったと伝えられている。1138年にはカイロのアル＝アズハル・モスクの大改修に着手し、今日の中庭に見られる竜骨状のアーチや彫刻を施したスタッコの装飾、さらには礼拝用の広間の中央入口に存在するドームを製作した。また、同じ年にアッ＝サイイダ・ナフィーサ・モスクを覆うドームの修復とモスクのミフラーブへの大理石を用いた内張りを命じた。同様にイフワート・ユースフの霊廟も様式上の観点からハーフィズの治世の初期の建築であると考えられており、その霊廟内のミフラーブの装飾はハーフィズがアル＝アズハル・モスクやサイイダ・ルカイヤの霊廟に製作を依頼したものと酷似している。
ハーフィズはその治世の最後の数年間にジャアファル・アッ＝サーディクの二人の孫のための記念碑とムハンマド・アル＝ハサワーティーの霊廟の建築を依頼した。また、文献史料からはフサイン・ブン・アリーやザイド・ブン・アリーといったアリー家を代表する聖人の聖廟やアブラハムの聖廟の修復、あるいは建設を命じたことが知られている。

## 死と遺産
ハーフィズは1149年10月10日に激しい腸の疝痛によって死去した。マイケル・ブレットはハーフィズについて、自らが直面したあらゆる脅威を乗り越えてカリフの地位に留まり続けたことは驚くべきことであり、100年にわたって失われていたカリフ自身による政府の統制権を取り戻すことに成功したと述べている。しかし、ハーフィズの死後には激しく揺らいだ政権が残された。ファーティマ朝は惰性に加えて社会の大部分の既得権の維持が政権の存続に依存していたことからその後も生き続けたが、一方で初期のファーティマ朝の拡大を支えていたイスマーイール派の使命はその推進力を失い、王朝はその正統性をますます疑われるようになった。ハーフィズの治世におけるファーティマ朝の帝国は、エジプトとその宗主権を認めるイエメンとマクリアの一部にまで縮小していた。ファーティマ朝が衰退する一方で、エジプトの外ではザンギーとヌールッディーンがシリアで好戦的なスンナ派政権を築き、その思想的な熱意は地域全体に浸透していた。そして弱体化したエジプトはすぐにヌールッディーンと十字軍の争いの中で標的にされ、その争いはファーティマ朝の最終的な崩壊へつながっていった。
カリフの地位はハーフィズの16歳の末子であるアブー・マンスール・イスマーイールが継承し、イスマーイールはアッ＝ザーフィル・ビ＝アムルッラーフの即位名を名乗って即位した。ハーフィズは成人してから即位した最後のファーティマ朝のカリフであり、1171年に王朝が終焉を迎えるまでの間に即位したその後の三人のカリフはワズィールに実権を握られた傀儡の統治者に過ぎなかった。